# Wybory parlamentarne w Danii w 1981 roku
Wybory parlamentarne w Danii w 1981 roku zostały przeprowadzone 8 grudnia 1981. Wybory wygrała lewicowa partia Socialdemokraterne, zdobywając 32,9% głosów, co dało partii 59 mandatów w 179-osobowym Folketingetcie. Frekwencja wynosiła 83,2%.
| Partia                       | % głosów | liczba mandatów |
| ---------------------------- | -------- | --------------- |
| Socialdemokraterne           | 32,9%    | 59              |
| Konserwatywna Partia Ludowa  | 14,5%    | 26              |
| Venstre                      | 11,3%    | 21              |
| Socjalistyczna Partia Ludowa | 11,3%    | 20              |
| Partia Postępu               | 8,9%     | 16              |
| Centro-Demokraci             | 8,3%     | 15              |
| Det Radikale Venstre         | 5,1%     | 9               |
| Lewicowi Socjaliści          | 2,7%     | 5               |
| Chrześcijańscy Demokraci     | 2,3%     | 4               |
| Partia Sprawiedliwości       | 1,4%     | -               |
| Komunistyczna Partia Danii   | 1,1%     | -               |
| Komunistyczna Partia Pracy   | 0,1%     | -               |
| Socjalistyczna Partia Pracy  | 0,1%     | -               |
| Suma                         | 100%     | 179             |